# Кирјат Моцкин
Кирјат Моцкин (хебр. קריית מוצקין, арап. ‏كريات موتسكين‎) је град у Израелу у округу Хаифа. Према процени из 2007. у граду је живело 39.700 становника.

## Становништво
Према процени, у граду је 2007. живело 39.700 становника.
| 1983.  | 1995.  |
| ------ | ------ |
| 26.614 | 33.350 |

## Партнерски градови
- Бад Зегеберг
- Такома
- Орландо
- Њиређхаза
- Кајфенг
- Bad Kreuznach
- Бад Кројцнах